# Атілій
Атілій (лат. Atilius) — номен давньоримського роду Атіліїв (gens Atilia). Гілки цього роду мали такі когномени: Бульб (Bulbus), Калатін (Calatinus), Регул (Regulus), Серран (Serranus), Лонг (Longus).

## Відомі представники роду
- Марк Атілій Регул Кален (лат. Marcus Atilius Regulus Calenus) — консул 335 р. до н. е.; перший представник родини, який став консулом. Його син, двоє онуків та двоє правнуків також згодом стали консулами, один з них навіть був цензором.
- Луцій Атілій (лат. Lucius Atilius) — народний трибун 311 року до н. е.
- Марк Атілій Регул (лат. Marcus Atilius Regulus) — консул 294 р. до н. е.
- Марк Атілій Регул (лат. Marcus Atilius Regulus) — консул 267 р. до н. е., консул-суффект 256 р. до н. е.
- Авл Атілій Калатін (лат. Aulus Atilius A.f. Calatinus) — консул 258 та 254 рр. до н. е.
- Гай Атілій Регул (лат. Gaius Atilius M.f. M.n. Regulus) — консул 257 та 250 рр. до н. е.
- Гай Атілій Бульб (лат. Gaius Atilius A.f. Bulbus) — консул 245 та 235 рр. до н. е.
- Марк Атілій Регул (лат. Marcus Atilius Regulus) — консул 227 та 217 рр. до н. е., цензор 214-213 рр. до н. е.
- Гай Атілій Регул (лат. Gaius Atilius M.f. M.n. Regulus) — консул 225 р. до н. е., вбитий у Теламонській битві 224 р. до н. е.
- Гай Атілій Серран (лат. Gaius Atilius Serranus) — претор 218 р. до н. е.
- Луцій Атілій (лат. Lucius Atilius; ? — 2 серпня 216 до н. е., Канни) — військовий діяч Римської республіки, квестор 216 року до н. е., який загинув у битві при Каннах.
- Луцій Атілій (лат. Lucius Atilius; III століття до н. е.) — військовий діяч Римської республіки, префект 215 року до н. е. у місті Локрі.
- Луцій Атілій (лат. Lucius Atilius; III століття до н. е.) — політичний і державний діяч Римської республіки, народний трибун 210 року до н. е.
- Луцій Атілій (лат. Lucius Atilius; III—II століття до н. е.) — політичний і державний діяч Римської республіки, претор 197 року до н. е.
- Авл Атілій Серран (лат. Aulus Atilius C.f. Serranus) — консул 170 р. до н. е., можливо, син Гая Атілія Серрана, претора 218 р. до н. е.
- Секст Атілій Серран (лат. Sextus Atilius Serranus) — консул 136 р. до н. е.
- Гай Атілій Серран (лат. Gaius Atilius Serranus) — консул 106 р. до н. е.
- Атілій Вергіліон (лат. Atilius Vergilio) — прапороносець, що зрадив імператора Ґальбу у 69 р.
- Атілій Кресенс (лат. Atilius Crescens) — товариш Плінія Молодшого.
- Гай Атілій Серран - консул-суффект 120 року.
- Марк Атілій Метілій Брадуа (лат. Marcus Atilius Metilius Bradua) — консул 108 р.
- Тіт Атілій Руф Тіціан (лат. Titus Atilius Rufus Titianus) — консул 127 р.
- Аппій Анній Атілій Брадуа (лат. Appius Annius Atilius Bradua) — консул 160 р.
- Марк Аппій Атілій Брадуа Регілл Аттік (лат. Marcus Appius Atilius Bradua Regillus Atticus) — консул 185 р.
- Атілій Фортунатіан (лат. Atilius Fortunatianus) — граматик IV століття.
- Марк Атілій (лат. Marcus Atilius) — комічний поет.